# Жиков, Василий Васильевич
Василий Васильевич Жиков (14 августа 1940, Новочеркасск, Ростовская область — 12 февраля 2017, Владимир, Российская Федерация) — советский и российский математик, специалист в области дифференциальных уравнений и функционального анализа, один из наиболее цитируемых российских математиков. Доктор физико-математических наук, профессор.

## Биография
Окончил механико-математический факультет МГУ (1963) и аспирантуру (1966, с защитой диссертации).
С 1966 г. — старший преподаватель, доцент Владимирского политехнического института, с 1978 г. — профессор Владимирского педагогического института (далее ВГГУ), после присоединения ВГГУ к ВлГУ — заведующий кафедрой математического анализа Педагогического института ВлГУ, профессор.
С 2000 г. по совместительству профессор МГУ.
Доктор физико-математических наук (1975).
Область научных интересов — уравнения с частными производными, выпуклый анализ, усреднение.
Лаборатория при кафедре математического анализа под руководством В. В. Жикова неоднократно получала поддержку в виде грантов РФФИ, РНФ и других отечественных и зарубежных научных фондов.
С 1 января 2017 г. являлся главным научным сотрудником ВлГУ.

## Научная деятельность
Автор более 160 научных работ, в том числе пяти больших обзоров в журнале «Успехи математических наук» и трех монографий. Основные научные результаты Жикова В. В.:
- Почти-периодические решения уравнений в банаховом пространстве, «теория Америо-Прузе-Жикова»; метод монотонных операторов, «лемма о разделенности Жикова».
- Стабилизация решений параболических уравнений, предложенный метод получил широкое применение. Критерий равномерной стабилизации известен как «теорема Жикова-Каменомостской». Предложен спектральный подход к асимптотическим задачам диффузии.
- Построена теория усреднения и G-сходимости для эллиптических и параболических операторов любого порядка, решена проблема Кестена из теории перколяции, доказана центральная предельная теорема для диффузии в несжимаемом случайном потоке.
- Изучены связанные с мерой соболевские пространства, «фундаментальная лемма Zhikov-Dal Maso о структуре градиентов нуля». Построена теория усреднения задач теории упругости на сингулярных и тонких структурах. Разрешен старый вопрос о характере неравенств Корна на тонких периодических структурах. Исследовано усреднение модели «двойной пористости», на этой основе предложен метод обнаружения лакун в спектре операторов с периодическими коэффициентами, с широко известными приложениями к теории фотонных кристаллов.
- Создана теория вариационных задач с интегрантами нестандартного роста, построены контрпримеры на эффект Лаврентьева, сделан общепризнанный вклад в теорию соболевских пространств с переменным показателем, «логарифмическое условие Fan-Zhikov», доказана повышенная суммируемость градиента решений нелинейных эллиптических и параболических уравнений, построена теория усреднения и гамма-сходимости в присутствии эффекта Лаврентьева.
- Исследован фундаментальный вопрос о предельном переходе в нелинейных эллиптических и параболических уравнениях с приложениями к задаче о термисторе, к теории обобщенных уравнений Навье-Стокса и другим нелинейным объектам. Решена проблема «пространственного» усреднения системы Навье-Стокса для электро-реологической жидкости.
- Дано доказательство известной гипотезы Де Джорджи о плотности гладких функций в весовом соболевском пространстве.

Подготовил 16 кандидатов и 7 докторов физико-математических наук.

## Избранные публикации

### Монографии
- 1994 Homogenization of differential operators and integral functionals. Transl. from the Russian by G. A. Yosifian. Zhikov V.V., Kozlov S.M., Olejnik O.A. место издания Berlin: Springer-Verlag, ISBN 3-540-54809-2/hbk, 570 с.
- 1993 Усреднение дифференциальных операторов. Жиков В. В., Козлов С. М., Олейник О. А. место издания Наука. Физматлит Москва
- 1982 Almost periodic functions and differential equations Levitan B.M., Zhikov V.V. 211 с.

### Другие публикации
- Жиков В. В. О множествах Жюлиа. Энциклопедия «Современное естествознание», том 3 «Математика. Механика». — М.: Издательский дом Магистр-Пресс, 2000 г.
- Левитан Б. М., Жиков В. В., Почти-периодические функции и дифференциальные уравнения, Изд. МГУ, М., 1978
- Жиков В. В., Козлов С. М., Олейник О. А., Усреднение дифференциальных операторов, Наука, М., 1993
- Jikov V. V., Kozlov S. M., Oleinik O. A., Homogenization of differential operators and integral functionals, Springer-Verlag, Berlin, 1994
- Жиков В. В., «Связность и усреднение. Примеры фрактальной проводимости», Матем. сб., 187:8 (1996)
- Жиков В. В., «Усреднение задач теории упругости на сингулярных структурах», Известия РАН, сер. матем., 66:2 (2002), 81-148